# Erica Engdahl
Erica Engdahl, född 9 mars 1984 i Södra Sandby församling, är en svensk poet. Engdahl har varit verksam som poet sedan 2005, bland annat inom poetry slam- och fanzinrörelserna. Engdahl debuterade i bokform 2015 med diktsamlingen Här är alla nya med varandra och utkom år 2021 med boken Man måste vara frisk för att orka vara sjuk.